# 腓腸肌

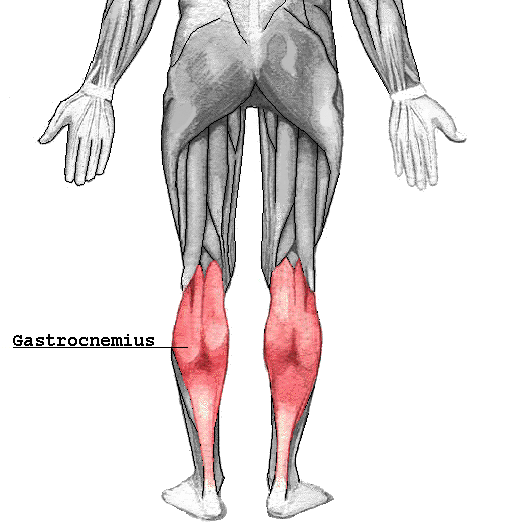
腓腸肌

腓腸肌是腿部最大的屈肌，其拉丁文意謂腿肚子。腓腸肌沿著小腿背後，從股骨的遠端向下延伸到跟骨。當其收縮時，可使足向下彎曲，並輔助膝蓋彎曲。腓腸肌是透過跟腱與足跟相連接。
「蘿蔔腿」形成的原因之一即是因為腓腸肌肌肉過於發達。

## 來源
〈人體學習百科〉 貓頭鷹出版社
ISBN 957-9684-11-1

## 外部連結
- 解剖學(Anatomy)-肌肉(muscle)-Gastrocnemius muscle(腓腸肌) （页面存档备份，存于）